# Essais en vol
Essais en vol (Edge of Impact) est le 5e épisode de la première saison de la série télévisée Les Sentinelles de l'air. L'ordre de diffusion étant différent de l'ordre de production, il fut le seizième épisode réalisé.

## Synopsis
The Hood (en) tente de faire échouer les essais du nouvel avion militaire anglais, la Flèche Rouge, pour le compte d'une puissance étrangère. Après avoir fait s'écraser le premier prototype sur l'aéroport de Londres, il met en place une balise destinée à perturber les instruments de bord de l'avion sur une tour-relais. Celle-ci est frappée de plein fouet et menace de s'écrouler : les deux hommes coincés dans la tour font appel à la Sécurité Internationale.